# 時空冒険記ゼントリックス
『時空冒険記ゼントリックス』（じくうぼうけんきゼントリックス、ZENTRIX）は、2002年に香港のCG製作会社Imagiが製作した3DCGアニメ。全26話。
日本では2003年4月から9月までNHKBS2の衛星アニメ劇場で放送された。同作では実写コーナーが追加されている。
地上波ではサンテレビ、tvk、チバテレビ等が放送。

## あらすじ
舞台は知能を持つロボットが暮らしを支える国「ゼントリックス」のゼントリックスシティ。ロボットと人間が共存し平穏な日々をすごしていたある日、ゼントリクスのすべてを管轄しているロボット「オミクロン」がクーデターを起こす。その中、国王は失踪し、王女「ミーガン」はオミクロンの手から逃れるためタイムマシンで過去へ逃げることを決意する。
しかし、彼女がタイムマシンで過去に降り立つと、15歳だったはずのミーガンは8歳の姿となっていた。途方にくれている彼女の前に、謎のロボット、「ゼウス」が姿を現した……。

## 主な登場人物
それ以外のキャラクターは実写パートには登場していないが、この実写パートとアニメパートに登場したうちのキャラクターは両方ともミーガンとゼウスのみとなっている。

### 重要人物
ミーガン
声 - 池澤春菜 / 演 - 鈴木愛可
人間の主人公。15歳。ゼントリックスシティのプリンセス。父であるジャラド国王のメッセージを聞き、タイムマシンにペットのマンゴーと共に乗り込むがオミクロンの手先の攻撃によりエラーが発生。8歳の姿になってしまう。しかし、姿が変わっても持ち前の勇敢さは変わらず、多くの仲間と共に数々の試練を乗り越える。
実写では本編とは異なり、15歳となったプリンセスとして登場している。
ゼウス
声 - 三宅健太 / 演 - 安藤政信
ロボットの主人公。オミクロンの野望の阻止とミーガンの護衛のためにジャラド国王が送ったロボット。物語当初はスリープモードから完全に目覚めておらず、本調子でなく訛った喋り方をしていたが、後にしっかりとした喋り方になった。ファイティングモードは手足が少し細くなり、顔が変化する。
実写では本編とは異なり、青年の姿として登場している。
ウルトラゼウス
ゼウスがオミクロンによって破壊されたクオンタムのゼントリウムを体内に入れてパワーアップした姿。攻撃する際は二人の幻影がシンクロするように浮かび上がり、ダメージは3倍になる。最終決戦で登場。オミクロンを圧倒したが完全に破壊することはできなかった。

マンゴー
声 - 増川洋一
ミーガンのペットでオレンジ色の恐竜。ロボットばかりしか周りにおらず、寂しい思いをしていたミーガンの元にやってきた。お茶目で怖がりな性格。武器はヘルメットにつけたビーム。タイムマシンの影響を受けていない。
クオンタム
声 - 矢尾一樹
ゼウスの兄弟機。自身が強いにもかかわらず、ミーガンの護衛がゼウスになり、異議を申し立てたがコーイ博士は取り合ってくれなかった。隠された部屋にいたところをオミクロンに見つかり洗脳を受け、'ダーク01（ゼロワン）'になってしまう。後にマリンベースの戦いで洗脳が解けたが、自身が最強であることを証明するためにゼウスに戦いを挑んでしまう。
その後はコーイ博士の研究所に回収されたが脱走。放浪の旅の途中に鳥人のウェブスターと出会い、友の大切さや、力の強さ以上に大切なことを少しずつ学んでいく。
ニック
声 - 愛河里花子
ミーガンを保護した少年。陽気でお喋り。最初のころはミーガンに怒られてばかりいたが、物語が進むにつれて良いコンビになっていく。

### 味方
コーイ博士
声 - 安原義人
アキナの父親でジャラド国王の友人。しかし、考えのすれ違いから王宮を離れた。その後は妻の病死に伴い地下トーナメントに没頭し、アキナと確執が生まれていたが、ミーガンとの勝負に負け、そのおかげで娘と和解できた。それ以降はミーガンに協力。科学者の血が騒ぐような発言が多くなった。相棒はキング。
アキナ
声 - 根谷美智子
コーイ博士の娘。母の死を契機に地下トーナメントに没頭するようになった父を見て関係が悪くなっていたが、ミーガンの仲介で和解する事ができ、彼女たちに協力する。相棒はファイター。
ローク博士
声 - 立木文彦
ミーガンの知り合いでゼントリウム開発に携わった科学者の一人。ジャラド国王と共に過去の世界に行ったがはぐれてしまう。タイムマシンの故障でミーガンとは逆に7歳年老いてしまい、杖がなければ歩くのが困難になってしまった。
ジャラド国王
声 - 堀秀行
ミーガンの父で国王。オミクロンの野望をいち早く知り、阻止すべく過去の世界に行ったがローク博士とはぐれてしまった。彼が到着したのは7年前の王宮で、過去の自分にミーガンの行動を黙認するように取り合っていた。
ウェブスター
バード族の一人。自らでは飛べないためジェットエンジンで飛行している。

### ロボット軍
オミクロン
声 - 麦人
本作の事件の犯人であるスーパーゼントロイド。元々はゼントリクスを管理するブレインロボットとして製造され、胸部に円を描くように6つのゼントリウムを埋め込まれている。常時浮遊しており、雑兵ロボからの報告が気に食わないと、念力のようなエネルギー波で破壊する。傲慢かつ悪虐非道だが、コミカルな言動も多い。
当初は眼鏡のレンズ風の目にくるみ割り人形のような口の顔だったが、本性を現してからは人のような顔になる。最終決戦の際はローブを纏った賢者の様なそれまでの姿から、マントを身に着けた騎士のようなボディとなり、ゴールデンモードのゼウスとクオンタムを相手に圧倒。挑発に乗ったクオンタムを破壊するも、直後にウルトラゼウスの猛攻を受け、タイムマシンで時空のかなたへ飛ばされた。
ダークジェネラル
声 - 梁田清之
男性型ロボット。ダークシリーズのリーダー。オミクロンに忠誠を誓っているが失敗ばかりで立場が危うい状態になっていく。デュアルゼントリウムの実験に利用されてクオンタムおよびゼウスと圧倒的に追い詰めるが、最後はゼントリウムがオーバーヒートを起こし二人の必殺技を受けて木端微塵に爆発した。彼の死後、ダークシリーズは最終決戦で量産化された。
彼の指揮するダークシリーズは、圧倒的な火力やパワー、重装甲など、力押しの戦法に長けている。
シルバージェネラル
声 - 横手久美子
女性型のロボット。シルバーシリーズのリーダー。オミクロンに忠誠を誓っているが、ダークジェネラルとは対照的に、彼には気に入られていた（彼女が破壊された際、オミクロンが怒りをあらわにしたほど）。終盤、ダークジェネラルの実験から得た情報を元に改良したシュアルゼントリウムのボディでローク博士の研究所を破壊した。最終決戦では彼女の配下のシルバーシリーズが復元され、全員でゼウスを迎え討った。
彼女の指揮するシルバーシリーズは、透明化や変形機能など、特殊能力に長けている。
ゾム（ZOM）シリーズ
声 - 小俣直哉（ゾム01）、塩屋翼（ゾム02）、千葉繁（ゾム03）
最終決戦で登場。全部で三体いて、全員が男性人格。ダークシリーズやシルバーシリーズと違い、ジェネラルはいない。
防衛ラインとして、ヘルタンク、ブレード、キング、ファイターの四人の前に出現する。キング達を苦戦させるが、ゼントロイドに強化されたキング達に全滅させられた。

## スタッフ

### アニメパート
- 翻訳 - たかしまちせこ、KEN TAKASHIMA
- 録音演出 - 千葉繁
- 調整 - 熊倉亨
- 効果 - 森賢一
- スタジオ - OPレクイエムスタジオ
- 録音制作 - オムニバスプロモーション
- アニメーション制作 - Imagi
- 日本語版制作 - マッドハウス、BANDAI、J-DISC

### 実写パート
- 技術協力 - テイクシステムズ
- 製作協力 - オフィスクレッシェンド
- CGディレクター - 佐々木克己
- プロデューサー - 神康幸

## 主題歌
「CHANGE THE FUTURE」
歌 - B'z / 作詞 - 稲葉浩志 / 作曲 - 松本孝弘 / 編曲 - 松本孝弘・稲葉浩志・徳永暁人

## 放映リスト
| 話数 | サブタイトル           | 登場ロボット                                       |
| ---- | ---------------------- | -------------------------------------------------- |
| 1    | 未来都市ゼントリックス | ‐                                                  |
| 2    | ゼウスとミーガン       | スティンガー・バグ ダーク・α                       |
| 3    | クオンタムの叫び       | ダーク・α                                          |
| 4    | モード・チェンジ       | ダーク・α ダーク・スフィア                         |
| 5    | 砂漠の嵐               | ダーク・スフィア 人食いミミズ                      |
| 6    | 最初のゼントリウム     | ダーク01(クオンタム)                               |
| 7    | 海底の追撃者           | ダーク01(クオンタム)                               |
| 8    | 深海のモンスター       | モンスターフィシュ ダーク02 シルバー01             |
| 9    | もう一人の科学者       | キング                                             |
| 10   | バトルアリーナの死闘   | ファイター キング ブレード ヘルタンク              |
| 11   | 夕映えの刺客           | シルバー02                                         |
| 12   | 突入！マリンベース     | シルバー01 ダーク02                                |
| 13   | ゼウスとクオンタム     | ダーク02 ダーク03 クオンタム                       |
| 14   | 火の山に飛べ           | シルバー03 ダーク04                                |
| 15   | 復活のゼウス           | シルバー03                                         |
| 16   | 灼熱の対決             | ダーク04                                           |
| 17   | 我が友クオンタム       | シルバー04 ダーク05                                |
| 18   | オミクロンの逆襲       | シルバー05 ダーク06                                |
| 19   | 戦いの雪原             | シルバー05 ダーク06                                |
| 20   | ダークジェネラル死す   | ダークジェネラル                                   |
| 21   | 生まれ変わる者たち     | ‐                                                  |
| 22   | 銀の奇襲               | シルバージェネラル                                 |
| 23   | 王女出撃               | ‐                                                  |
| 24   | 軌道上最大の決戦       | 量産型ダークシリーズ シルバーシリーズ              |
| 25   | 魔王新生               | オミクロン シルバージェネラル ゾム01 ゾム02 ゾム03 |
| 26   | 明日、再び             | オミクロン                                         |

## ゲーム
- 時空冒険記ゼントリックス
  - 2005年4月21日発売 PS2用ソフト